# 弱精症
弱精症（Necrospermia）也稱為死精症，是指精液中有活力的精子太少，大部份的精子都沒有活力或是死亡。一般會用精子的前向活動能力（progressive motility）判斷其是否有活力。若精子向前活動的百分率（PR）小於23%，即為弱精症。
弱精症常和精子無力症（asthenozoospermia）混淆，精子無力症是指精子還活著，但無法移動。若要檢驗弱精症，可以用大量不活動的精子，用染色方式確認其活力，若精子已經死亡，因為其細胞膜已破裂，染料可以進入精子細胞內，會被染色。弱精症相當少見，在男性不孕案例中，只有0.2–0.48%是弱精症。

## 延伸閱讀
- Lecomte, Pierre J.; Barthelemy, Claire; Nduwayo, Leonard; Hamamah, Samir. . . New York, NY: Springer New York. 1999. ISBN 978-1-4612-7177-2. doi:10.1007/978-1-4612-1522-6_6.
- Dumont, A.; Barbotin, A.-L.; Lefebvre-Khalil, V.; Mitchell, V.; Rigot, J.-M.; Boitrelle, F.; Robin, G. . Gynécologie Obstétrique Fertilité & Sénologie  (Elsevier BV). 2017, 45 (4): 238–248. ISSN 2468-7189. PMID 28697346. doi:10.1016/j.gofs.2017.01.010 （法语）.